# Chambre d'agriculture, de commerce, d'industrie, de métiers et de l'artisanat de Saint-Pierre-et-Miquelon
La chambre d'agriculture, de commerce, d'industrie, de métiers et de l'artisanat de Saint-Pierre-et-Miquelon (CACIMA) est un établissement public français ayant pour rôle de représenter les acteurs du secteur privé des différents secteurs économiques et d'exercer pour leur compte des activités d'appui comme le développement du territoire de Saint-Pierre-et-Miquelon.
Il remplit les fonctions d'une chambre de commerce et d'industrie, d'une chambre d'agriculture et d'une chambre de métiers et de l'artisanat.

## Missions
Cet établissement public dont le siège se trouve à Saint-Pierre au 4 boulevard Constant Colmay, est chargé de représenter les intérêts des entreprises agricoles, artisanales, commerciales, industrielles et de service du département et de leur apporter certains services. Elle gère à ce titre plusieurs équipements.
Comme toutes les chambres consulaires, elle est placée sous la double tutelle du ministère de l'Industrie et du Ministère des PME, du Commerce et de l'Artisanat.

### Services fournis aux entreprises
- Centre de formalités des entreprises.
- Assistance technique au commerce.
- Assistance technique à l'industrie.
- Assistance technique aux entreprises de service.
- Point A (apprentissage).

## Historique
La CACIMA a été créée par les articles 1 à 19 de l'ordonnance no 77-1106 du 26 septembre 1977 portant extension et adaptation au département de Saint-Pierre-et-Miquelon de diverses dispositions législatives relatives au domaine industriel, agricole et commercial.

## Organisation
Dix-huit membres élus composent une Assemblée générale, instance de décision.
L’Assemblée Générale définit la politique, détermine les activités à conduire et vote le budget de la CACIMA.
L’Assemblée Générale élit un président, deux vice-présidents, un trésorier, un trésorier adjoint et un secrétaire qui composent le Bureau.
Ils sont issus du secteur économique de Saint-Pierre et Miquelon.

## Élus
Ont été élus pour la mandature 2017-2021 :
- président, Alain Beauchene
- vice présidente, Janick Cormier
- conseiller numérique, François Xavier Briand
- animation de ville, Virginie Chevin
- conseil entreprise et international, Romain Cornillet
- accueil comptabilité, Catherine Le Soavec
- centre de formalités des entreprises, Catherine Lebailly
- conseil agricole, Cassandre Bourgeois
- conseil d'hygiène sécurité et environnement Pascale Volle

### Centres de formation
La CACIMA assure la gestion de son propre CFA depuis 2021, afin de pallier la fermeture de la section apprentissage du Lycée professionnel Émile Letournel.

## Pour approfondir